# Superliga Brasileira de Voleibol Masculino de 2018 - Série B
A Superliga Brasileira de Voleibol Masculino de 2018 - Série B foi a sétima edição desta competição organizada pela Confederação Brasileira de Voleibol através da Unidade de Competições Nacionais. Trata-se da segunda divisão do Campeonato Brasileiro de Voleibol Masculino, a principal competição entre clubes de voleibol masculino do Brasil. Participaram do torneio oito equipes provenientes de cinco estados brasileiros e do Distrito Federal.

## Equipes participantes
Segundo o Regulamento Oficial da Competição, têm direito a habilitação à Superliga Série B de 2018 as participantes da edição 2017 que terminaram entre a 2ª e a 5ª posição, as equipes classificadas em 11ª e 12ª lugar na Superliga A e as equipes classificadas em 1º e 2º lugares na Taça Prata.
| Vaga                        | Equipe                               | Cidade         | Temporada 2017                    | Brasília Goiânia Uberlândia Santo André Ribeirão Preto Rio de Janeiro Itapetininga BlumenauSuperliga Brasileira de Voleibol Masculino de 2018 - Série B (Brasil) |
| --------------------------- | ------------------------------------ | -------------- | --------------------------------- | --- |
| 11º Colocado na Superliga A | Uberlândia/Gabarito/Start Química[3] | Uberlândia     | 8º (Superliga B)                  | Brasília Goiânia Uberlândia Santo André Ribeirão Preto Rio de Janeiro Itapetininga BlumenauSuperliga Brasileira de Voleibol Masculino de 2018 - Série B (Brasil) |
| 12º Colocado na Superliga A | Super Vôlei Santo André[4]           | Santo André    | 3º (Taça Prata)                   | Brasília Goiânia Uberlândia Santo André Ribeirão Preto Rio de Janeiro Itapetininga BlumenauSuperliga Brasileira de Voleibol Masculino de 2018 - Série B (Brasil) |
| 2º Colocado na Superliga B  | Botafogo                             | Rio de Janeiro | 3º (Superliga B) · 3º (Taça Ouro) | Brasília Goiânia Uberlândia Santo André Ribeirão Preto Rio de Janeiro Itapetininga BlumenauSuperliga Brasileira de Voleibol Masculino de 2018 - Série B (Brasil) |
| 3º Colocado na Superliga B  | APAN/Esferatur/Blumenau              | Blumenau       | 4º (Superliga B)                  | Brasília Goiânia Uberlândia Santo André Ribeirão Preto Rio de Janeiro Itapetininga BlumenauSuperliga Brasileira de Voleibol Masculino de 2018 - Série B (Brasil) |
| 4º Colocado na Superliga B  | UPIS/Brasília[1]                     | Brasília       | 6º (Superliga B)                  | Brasília Goiânia Uberlândia Santo André Ribeirão Preto Rio de Janeiro Itapetininga BlumenauSuperliga Brasileira de Voleibol Masculino de 2018 - Série B (Brasil) |
| 5º Colocado na Superliga B  | Montecristo/Artesanal[2]             | Goiânia        | 7º (Superliga B)                  | Brasília Goiânia Uberlândia Santo André Ribeirão Preto Rio de Janeiro Itapetininga BlumenauSuperliga Brasileira de Voleibol Masculino de 2018 - Série B (Brasil) |
| 1º Colocado na Taça Prata   | Vôlei Ribeirão                       | Ribeirão Preto | 1º (Taça Prata)                   | Brasília Goiânia Uberlândia Santo André Ribeirão Preto Rio de Janeiro Itapetininga BlumenauSuperliga Brasileira de Voleibol Masculino de 2018 - Série B (Brasil) |
| 2º Colocado na Taça Prata   | Vôlei UM Itapetininga                | Itapetininga   | 2º (Taça Prata)                   | Brasília Goiânia Uberlândia Santo André Ribeirão Preto Rio de Janeiro Itapetininga BlumenauSuperliga Brasileira de Voleibol Masculino de 2018 - Série B (Brasil) |

Notas
[1] ^ :Herda a vaga com a desistência da equipe goiana do Jaó/Universo, que havia terminado a Superliga B na segunda posição.
[2] ^ :Herda a vaga com a desistência da equipe paranaense do ASPMA/Araucária/Berneck, que havia terminado a Superliga B na quinta posição.

[3] ^ :Herdou a vaga pois a equipe paulista do Sâo Bernardo Vôlei (representada pela sua filial Corinthians/Guarulhos), reconquistou a sua vaga na Elite através da Taça Ouro.

[4] ^ :Herdou a vaga pois e equipe paranaense do MV Selmer/Caramuru/Castro (vice campeã da Taça Ouro) reconquistou a sua vaga na Elite após a desistência do Bento Vôlei.

## Fase classificatória
As nove equipes participantes enfrentaram-se todas contra todas, em turno único. As oito melhores classificadas classificaram-se para as Quartas de Finais.

### Classificação
- Vitória por 3 sets a 0 ou 3 a 1: 3 pontos para o vencedor;
- Vitória por 3 sets a 2: 2 pontos para o vencedor e 1 ponto para o perdedor.
- Não comparecimento, a equipe perde 2 pontos.
- Em caso de igualdade por pontos, os seguintes critérios servem como desempate: número de vitórias, razão de sets e razão de ralis.

Os oito primeiros classificam-se para as quartas de finais
|     |                                  |     | Jogos | Jogos | Jogos | Resultados | Resultados | Resultados | Resultados | Resultados | Resultados | Sets | Sets | Sets  | Pontos | Pontos | Pontos |
| Pos | Equipe                           | Pts | T     | V     | D     | 3–0        | 3–1        | 3–2        | 2–3        | 1–3        | 0–3        | V    | P    | R     | V      | P      | R      |
| --- | -------------------------------- | --- | ----- | ----- | ----- | ---------- | ---------- | ---------- | ---------- | ---------- | ---------- | ---- | ---- | ----- | ------ | ------ | ------ |
| 1   | Vôlei Ribeirão                   | 15  | 7     | 5     | 2     | 3          | 1          | 1          | 1          | 1          | 0          | 18   | 9    | 2,000 | 625    | 577    | 1.083  |
| 2   | Vôlei UM Itapetininga            | 14  | 7     | 5     | 2     | 3          | 0          | 2          | 1          | 0          | 1          | 17   | 10   | 1.700 | 608    | 588    | 1.034  |
| 3   | Botafogo                         | 14  | 7     | 5     | 2     | 2          | 2          | 1          | 0          | 1          | 1          | 16   | 10   | 1.600 | 605    | 566    | 1.069  |
| 4   | Montecristo/Artesanal            | 13  | 7     | 4     | 3     | 1          | 2          | 1          | 2          | 1          | 0          | 17   | 13   | 1.308 | 700    | 668    | 1.048  |
| 5   | APAN/Esferatur/Blumenau          | 10  | 7     | 3     | 4     | 3          | 0          | 0          | 1          | 1          | 2          | 12   | 12   | 1,000 | 563    | 543    | 1.037  |
| 6   | UPIS/Brasília                    | 10  | 7     | 3     | 4     | 0          | 2          | 1          | 2          | 1          | 1          | 14   | 16   | 0.875 | 643    | 672    | 0.957  |
| 7   | Super Vôlei Santo André          | 5   | 7     | 2     | 5     | 0          | 1          | 1          | 0          | 2          | 3          | 8    | 18   | 0.444 | 548    | 606    | 0.904  |
| 8   | Uberlândia/Gabarito/StartQuímica | 3   | 7     | 1     | 6     | 0          | 0          | 1          | 1          | 1          | 4          | 6    | 20   | 0.300 | 539    | 611    | 0.882  |

## Jogos

### Primeira rodada
| 20 de janeiro de 2018 18:00 | UPIS/Brasília | 0 — 3             | Vôlei Ribeirão | Ginásio da AABB, Brasília |
| 20 de janeiro de 2018 18:00 | 21 15 21      | Set 1 Set 2 Set 3 | 25             | Ginásio da AABB, Brasília |

| 20 de janeiro de 2018 18:00 | Botafogo | 3 — 1                   | Super Vôlei Santo André | Ginásio Oscar Zelaya, Rio de Janeiro |
| 20 de janeiro de 2018 18:00 | 25 21 25 | Set 1 Set 2 Set 3 Set 4 | 22 25 20 21             | Ginásio Oscar Zelaya, Rio de Janeiro |

| 20 de janeiro de 2018 19:00 | APAN/Esferatur/Blumenau | 3 — 0             | Vôlei UM Itapetininga | Ginásio Gelegão, Blumenau |
| 20 de janeiro de 2018 19:00 | 27 25 27                | Set 1 Set 2 Set 3 | 25 16 25              | Ginásio Gelegão, Blumenau |

| 20 de janeiro de 2018 18:30 | Montecristo/Artesanal | 2 — 3                         | Uberlândia/Gabarito/Start Química | Arena Monte Cristo, Goiânia |
| 20 de janeiro de 2018 18:30 | 28 22 27 25 07        | Set 1 Set 2 Set 3 Set 4 Set 5 | 26 25 29 21 15                    | Arena Monte Cristo, Goiânia |

### Segunda Rodada
| 27 de janeiro de 2018 18:00 | Uberlândia/Gabarito/Start Química | 1 — 3                   | UPIS/Brasília | Ginásio Sabiázinho, Uberlândia |
| 27 de janeiro de 2018 18:00 | 24 20 25 21                       | Set 1 Set 2 Set 3 Set 4 | 26 25 17 25   | Ginásio Sabiázinho, Uberlândia |

| 27 de janeiro de 2018 19:00 | Vôlei UM Itapetininga | 3 — 0             | Botafogo | Ginásio Ayrton Senna, Itapetininga |
| 27 de janeiro de 2018 19:00 | 25                    | Set 1 Set 2 Set 3 | 23 19    | Ginásio Ayrton Senna, Itapetininga |

| 26 de janeiro de 2018 19:30 | Super Vôlei Santo André | 0 — 3             | APAN/Esferatur/Blumenau | Ginásio Pedro Dell'Antonia, Santo André |
| 26 de janeiro de 2018 19:30 | 21 22 19                | Set 1 Set 2 Set 3 | 25                      | Ginásio Pedro Dell'Antonia, Santo André |

| 27 de janeiro de 2018 17:00 | Vôlei Ribeirão | 2 — 3                         | Montecristo/Artesanal | Ginásio Cava do Bosque, Ribeirão Preto |
| 27 de janeiro de 2018 17:00 | 18 25 20 25 9  | Set 1 Set 2 Set 3 Set 4 Set 5 | 25 16 25 22 15        | Ginásio Cava do Bosque, Ribeirão Preto |

### Terceira Rodada
| 3 de fevereiro de 2018 18:00 | Botafogo | 1 — 3                   | Vôlei Ribeirão | Ginásio Oscar Zelaya, Rio de Janeiro |
| 3 de fevereiro de 2018 18:00 | 20 25 21 | Set 1 Set 2 Set 3 Set 4 | 25 22 25       | Ginásio Oscar Zelaya, Rio de Janeiro |

| 3 de fevereiro de 2018 18:30 | Montecristo/Artesanal | 3 — 0             | Super Vôlei Santo André | Arena Monte Cristo, Goiânia |
| 3 de fevereiro de 2018 18:30 | 25                    | Set 1 Set 2 Set 3 | 20 22 19                | Arena Monte Cristo, Goiânia |

| 3 de fevereiro de 2018 19:00 | APAN/Esferatur/Blumenau | 3 — 0             | Uberlândia/Gabarito/Start Química | Ginásio Gelegão, Blumenau |
| 3 de fevereiro de 2018 19:00 | 25                      | Set 1 Set 2 Set 3 | 16 19 17                          | Ginásio Gelegão, Blumenau |

| 3 de fevereiro de 2018 18:00 | UPIS/Brasília  | 2 — 3                         | Vôlei UM Itapetininga | Ginásio da AABB, Brasília |
| 3 de fevereiro de 2018 18:00 | 23 25 20 25 10 | Set 1 Set 2 Set 3 Set 4 Set 5 | 25 23 25 20 15        | Ginásio da AABB, Brasília |

### Quarta Rodada
| 17 de fevereiro de 2018 17:00 | Vôlei Ribeirão | 3 — 0             | APAN/Esferatur/Blumenau | Ginásio Cava do Bosque, Ribeirão Preto |
| 17 de fevereiro de 2018 17:00 | 25 30 25       | Set 1 Set 2 Set 3 | 23 28 22                | Ginásio Cava do Bosque, Ribeirão Preto |

| 17 de fevereiro de 2018 18:00 | UPIS/Brasília | 3 — 1                   | Super Vôlei Santo André | Ginásio da AABB, Brasília |
| 17 de fevereiro de 2018 18:00 | 25 21 25      | Set 1 Set 2 Set 3 Set 4 | 16 25 20 18             | Ginásio da AABB, Brasília |

| 17 de fevereiro de 2018 18:00 | Uberlândia/Gabarito/Start Química | 0 — 3             | Botafogo | Ginásio Sabiázinho, Uberlândia |
| 17 de fevereiro de 2018 18:00 | 22 20 14                          | Set 1 Set 2 Set 3 | 25 25    | Ginásio Sabiázinho, Uberlândia |

| 17 de fevereiro de 2018 18:30 | Montecristo/Artesanal | 2 — 3                         | Vôlei UM Itapetininga | Arena Monte Cristo, Goiânia |
| 17 de fevereiro de 2018 18:30 | 24 28 25 18           | Set 1 Set 2 Set 3 Set 4 Set 5 | 26 30 16 19 20        | Arena Monte Cristo, Goiânia |

### Quinta Rodada
| 24 de fevereiro de 2018 16:00 | Super Vôlei Santo André | 3 — 1                   | Vôlei Ribeirão | Ginásio Pedro Dell'Antonia, Santo André |
| 24 de fevereiro de 2018 16:00 | 23 25                   | Set 1 Set 2 Set 3 Set 4 | 25 23 15 22    | Ginásio Pedro Dell'Antonia, Santo André |

| 24 de fevereiro de 2018 19:30 | APAN/Esferatur/Blumenau | 2 — 3                         | UPIS/Brasília  | Ginásio Gelegão, Blumenau |
| 24 de fevereiro de 2018 19:30 | 26 21 25 11             | Set 1 Set 2 Set 3 Set 4 Set 5 | 28 25 21 18 15 | Ginásio Gelegão, Blumenau |

| 24 de fevereiro de 2017 18:00 | Botafogo | 3 — 1                   | Montecristo/Artesanal | Ginásio Oscar Zelaya, Rio de Janeiro |
| 24 de fevereiro de 2017 18:00 | 25 26    | Set 1 Set 2 Set 3 Set 4 | 27 21 18 24           | Ginásio Oscar Zelaya, Rio de Janeiro |

| 24 de fevereiro de 2018 19:00 | Vôlei UM Itapetininga | 3 — 0             | Uberlândia/Gabarito/Start Química | Ginásio Ayrton Senna, Itapetininga |
| 24 de fevereiro de 2018 19:00 | 25                    | Set 1 Set 2 Set 3 | 21 20 17                          | Ginásio Ayrton Senna, Itapetininga |

### Sexta Rodada
| 3 de março de 2018 17:00 | UPIS/Brasília  | 2 — 3                         | Botafogo    | Ginásio da AABB, Brasília |
| 3 de março de 2018 17:00 | 12 23 26 25 13 | Set 1 Set 2 Set 3 Set 4 Set 5 | 25 24 21 15 | Ginásio da AABB, Brasília |

| 3 de março de 2018 20:00 | APAN/Esferatur/Blumenau | 1 — 3                   | Vôlei Montecristo | Ginásio Gelegão, Blumenau |
| 3 de março de 2018 20:00 | 22 27 25 17             | Set 1 Set 2 Set 3 Set 4 | 25 29 22 25       | Ginásio Gelegão, Blumenau |

| 3 de março de 2018 19:00 | Vôlei UM Itapetininga | 3 — 0             | Vôlei Santo André | Ginásio Ayrton Senna, Itapetininga |
| 3 de março de 2018 19:00 | 25                    | Set 1 Set 2 Set 3 | 19 20 17          | Ginásio Ayrton Senna, Itapetininga |

| 6 de março de 2018 19:30 | Uberlândia/Gabarito/Start Química | 0 — 3             | Volei Ribeirão Preto | Ginásio Sabiázinho, Uberlândia |
| 6 de março de 2018 19:30 | 18 17 28                          | Set 1 Set 2 Set 3 | 25 30                | Ginásio Sabiázinho, Uberlândia |

### Sétima Rodada
| 10 de março de 2018 16:00 | Super Vôlei Santo André | 3 — 2                         | Uberlândia/Gabarito/Start Química | Ginásio Pedro Dell'Antonia, Santo André |
| 10 de março de 2018 16:00 | 18 25 21 15             | Set 1 Set 2 Set 3 Set 4 Set 5 | 25 22 19 25 13                    | Ginásio Pedro Dell'Antonia, Santo André |

| 10 de março de 2018 17:00 | Vôlei Ribeirão | 3 — 2                         | Vôlei UM Itapetininga | Ginásio Cava do Bosque, Ribeirão Preto |
| 10 de março de 2018 17:00 | 23 25 23 25 15 | Set 1 Set 2 Set 3 Set 4 Set 5 | 25 22 25 14 12        | Ginásio Cava do Bosque, Ribeirão Preto |

| 10 de março de 2018 18:00 | Botafogo | 3 — 0             | APAN/Esferatur/Blumenau | Ginásio Oscar Zelaya, Rio de Janeiro |
| 10 de março de 2018 18:00 | 25       | Set 1 Set 2 Set 3 | 23 16 22                | Ginásio Oscar Zelaya, Rio de Janeiro |

| 10 de março de 2018 18:30 | Montecristo/Artesanal | 3 — 1                   | UPIS/Brasília | Arena Monte Cristo, Goiânia |
| 10 de março de 2018 18:30 | 24 25 28 25           | Set 1 Set 2 Set 3 Set 4 | 26 20 26 18   | Arena Monte Cristo, Goiânia |

## Playoffs
Todas as equipes avançam para os Playoffs. O sistema é uma disputa em melhor de três jogos, sendo o  primeiro jogo na casa do pior colocado e o segundo e terceiro jogo (se necessário) na casa do melhor colocado da Fase Classificatória.

A fase de quartas de final obedece o ordenamento abaixo:
Jogo 1 (1º colocado x 8º Colocado)

Jogo 2 (2º colocado x 7º Colocado)

Jogo 3 (3º colocado x 6º Colocado)

Jogo 4 (4º colocado x 5º Colocado)

Os vencedores destes confrontos se enfrentam na fase semifinal conforme ordenamento abaixo:

Vencedor Jogo 1  x Vencedor Jogo 4

Vencedor Jogo 2  x Vencedor Jogo 3

A Final será disputada entre as duas equipes vencedoras da fase semifinal em um único jogo, na casa da equipe melhor classificada na Fase Classificatória. O Campeão garante vaga na Superliga 2018-19 - Série A.
|  | Quartas-de-final         | Quartas-de-final                 | Quartas-de-final              | Quartas-de-final         | Quartas-de-final         |   |   | Semifinais              | Semifinais              | Semifinais              | Semifinais              | Semifinais              |  |  | Final               | Final               | Final               | Final               | Final               | Final               | Final               |
|  | 17 a 22 de março de 2018 | 17 a 22 de março de 2018         | 17 a 22 de março de 2018      | 17 a 22 de março de 2018 | 17 a 22 de março de 2018 |   |   | 7 a 14 de abril de 2018 | 7 a 14 de abril de 2018 | 7 a 14 de abril de 2018 | 7 a 14 de abril de 2018 | 7 a 14 de abril de 2018 |  |  | 21 de abril de 2018 | 21 de abril de 2018 | 21 de abril de 2018 | 21 de abril de 2018 | 21 de abril de 2018 | 21 de abril de 2018 | 21 de abril de 2018 |
|  |                          |                                  |                               |                          |                          |   |   |                         |                         |                         |                         |                         |  |  |                     |                     |                     |                     |                     |                     |                     |
|  | 1º                       | Vôlei Ribeirão                   | 3                             | 3                        | –                        |   |   |                         |                         |                         |                         |                         |  |  |                     |                     |                     |                     |                     |                     |                     |
|  | 8º                       | Uberlândia/Gabarito/StartQuímica | 0                             | 1                        | –                        |   |   |                         |                         |                         |                         |                         |  |  |                     |                     |                     |                     |                     |                     |                     |
|  | 8º                       | Uberlândia/Gabarito/StartQuímica | 0                             | 1                        | –                        |   |   | Vôlei Ribeirão          | 1                       | 3                       | 3                       |                         |  |  |                     |                     |                     |                     |                     |                     |                     |
|  |                          |                                  |                               |                          |                          |   |   | Vôlei Ribeirão          | 1                       | 3                       | 3                       |                         |  |  |                     |                     |                     |                     |                     |                     |                     |
|  |                          |                                  | Associação/Esferatur/Blumenau | 3                        | 1                        | 1 |   |                         |                         |                         |                         |                         |  |  |                     |                     |                     |                     |                     |                     |                     |
|  | 4º                       | Montecristo/Artesanal            | Associação/Esferatur/Blumenau | 3                        | 1                        | 1 | 0 | 0                       | –                       |                         |                         |                         |  |  |                     |                     |                     |                     |                     |                     |                     |
|  | 4º                       | Montecristo/Artesanal            |                               |                          |                          |   | 0 | 0                       | –                       |                         |                         |                         |  |  |                     |                     |                     |                     |                     |                     |                     |
|  | 5º                       | APAN/Esferatur/Blumenau          | 3                             | 3                        | –                        |   |   |                         |                         |                         |                         |                         |  |  |                     |                     |                     |                     |                     |                     |                     |
|  |                          |                                  |                               |                          |                          |   |   |                         |                         |                         |                         |                         |  |  |                     | Vôlei Ribeirão      | 3                   |                     |                     |                     |                     |
|  |                          |                                  |                               | Vôlei UM Itapetininga    | 1                        |   |   |                         |                         |                         |                         |                         |  |  |                     |                     |                     |                     |                     |                     |                     |
|  | 2º                       | Vôlei UM Itapetininga            | 3                             | 3                        | –                        |   |   |                         |                         |                         |                         |                         |  |  |                     |                     |                     |                     |                     |                     |                     |
|  | 7º                       | Super Vôlei Santo André          | 0                             | 0                        | –                        |   |   |                         |                         |                         |                         |                         |  |  |                     |                     |                     |                     |                     |                     |                     |
|  | 7º                       | Super Vôlei Santo André          | 0                             | 0                        | –                        |   |   | Vôlei UM Itapetininga   | 3                       | 3                       | –                       |                         |  |  |                     |                     |                     |                     |                     |                     |                     |
|  |                          |                                  |                               |                          |                          |   |   | Vôlei UM Itapetininga   | 3                       | 3                       | –                       |                         |  |  |                     |                     |                     |                     |                     |                     |                     |
|  |                          |                                  | Botafogo                      | 1                        | 1                        | – |   |                         |                         |                         |                         |                         |  |  |                     |                     |                     |                     |                     |                     |                     |
|  | 3º                       | Botafogo                         | Botafogo                      | 1                        | 1                        | – | 3 | 3                       | –                       |                         |                         |                         |  |  |                     |                     |                     |                     |                     |                     |                     |
|  | 3º                       | Botafogo                         |                               |                          |                          |   | 3 | 3                       | –                       |                         |                         |                         |  |  |                     |                     |                     |                     |                     |                     |                     |
|  | 6º                       | UPIS/Brasília                    | 0                             | 0                        | –                        |   |   |                         |                         |                         |                         |                         |  |  |                     |                     |                     |                     |                     |                     |                     |

### Quartas de Final
QF1
| 17 de março de 2018 18:00 | Uberlândia/Gabarito/StartQuímica | 0 — 3             | Vôlei Ribeirão | Ginásio Sabiázinho, Uberlândia |
| 17 de março de 2018 18:00 | 20 21 14                         | Set 1 Set 2 Set 3 | 25             | Ginásio Sabiázinho, Uberlândia |

| 22 de março de 2018 19:30 | Vôlei Ribeirão | 3 — 1                   | Uberlândia/Gabarito/StartQuímica | Ginásio Cava do Bosque, Ribeirão Preto |
| 22 de março de 2018 19:30 | 25 27 25       | Set 1 Set 2 Set 3 Set 4 | 15 29 14 19                      | Ginásio Cava do Bosque, Ribeirão Preto |

QF2
| 17 de março de 2018 19:30 | Associação/Esferatur/Blumenau | 3 — 0             | Montecristo/Artesanal | Ginásio Gelegão, Blumenau |
| 17 de março de 2018 19:30 | 25                            | Set 1 Set 2 Set 3 | 20 17 21              | Ginásio Gelegão, Blumenau |

| 22 de março de 2018 19:30 | Montecristo/Artesanal | 0 — 3             | Associação/Esferatur/Blumenau | Arena Monte Cristo, Goiânia |
| 22 de março de 2018 19:30 | 18 17 19              | Set 1 Set 2 Set 3 | 25                            | Arena Monte Cristo, Goiânia |

QF3
| 17 de março de 2018 16:00 | Super Vôlei Santo André | 0 — 3             | Vôlei UM Itapetininga | Ginásio Pedro Dell'Antonia, Santo André |
| 17 de março de 2018 16:00 | 25 31 8                 | Set 1 Set 2 Set 3 | 27 33 25              | Ginásio Pedro Dell'Antonia, Santo André |

| 22 de março de 2018 20:00 | Vôlei UM Itapetininga | 3 — 0             | Super Vôlei Santo André | Ginásio Ayrton Senna, Itapetininga |
| 22 de março de 2018 20:00 | 25                    | Set 1 Set 2 Set 3 | 21 17 20                | Ginásio Ayrton Senna, Itapetininga |

QF4
| 17 de março de 2018 18:00 | UPIS/Brasília | 0 — 3             | Botafogo | Ginásio da AABB, Brasília |
| 17 de março de 2018 18:00 | 21 16         | Set 1 Set 2 Set 3 | 25       | Ginásio da AABB, Brasília |

| 22 de março de 2018 20:00 | Botafogo | 3 — 0             | UPIS/Brasília | Ginásio Oscar Zelaya, Rio de Janeiro |
| 22 de março de 2018 20:00 | 25       | Set 1 Set 2 Set 3 | 21 17 20      | Ginásio Oscar Zelaya, Rio de Janeiro |

### Semifinais
SF1
| 7 de abril de 2018 19:30 | Associação/Esferatur/Blumenau | 3 — 1                   | Vôlei Ribeirão | Ginásio Gelegão, Blumenau |
| 7 de abril de 2018 19:30 | 26 25                         | Set 1 Set 2 Set 3 Set 4 | 28 23 20 23    | Ginásio Gelegão, Blumenau |

| 12 de abril de 2018 19:30 | Vôlei Ribeirão | 3 — 1                   | Associação/Esferatur/Blumenau | Ginásio Cava do Bosque, Ribeirão Preto |
| 12 de abril de 2018 19:30 | 25 23 25       | Set 1 Set 2 Set 3 Set 4 | 22 15 25 14                   | Ginásio Cava do Bosque, Ribeirão Preto |

| 14 de abril de 2018 17:00 | Vôlei Ribeirão | 3 — 1                   | Associação/Esferatur/Blumenau | Ginásio Cava do Bosque, Ribeirão Preto |
| 14 de abril de 2018 17:00 | 21 25          | Set 1 Set 2 Set 3 Set 4 | 25 22 15 23                   | Ginásio Cava do Bosque, Ribeirão Preto |

SF2
| 7 de abril de 2018 19:00 | Botafogo    | 1 — 3                   | Vôlei UM Itapetininga | Ginásio Oscar Zelaya, Rio de Janeiro |
| 7 de abril de 2018 19:00 | 25 22 19 25 | Set 1 Set 2 Set 3 Set 4 | 09 25 27              | Ginásio Oscar Zelaya, Rio de Janeiro |

| 12 de abril de 2018 20:00 | Vôlei UM Itapetininga | 3 — 1                   | Botafogo    | Ginásio Ayrton Senna, Itapetininga |
| 12 de abril de 2018 20:00 | 25 23 25              | Set 1 Set 2 Set 3 Set 4 | 22 25 21 22 | Ginásio Ayrton Senna, Itapetininga |

### Final
| 21 de abril de 2018 15:00 RedeTV! | Vôlei Ribeirão | 3 — 1                   | Vôlei UM Itapetininga | Ginásio Cava do Bosque, Ribeirão Preto |
| 21 de abril de 2018 15:00 RedeTV! | 23 25 26 25    | Set 1 Set 2 Set 3 Set 4 | 25 21 24 17           | Ginásio Cava do Bosque, Ribeirão Preto |

## Classificação Final
Segundo o Regulamento Oficial da Competição, terão direito a habilitação à Superliga Série B de 2019 os participantes da edição atual que terminarem entre a 3ª e a 6ª posição, as equipes classificadas em 11ª e 12ª lugar na Superliga A e as equipes classificadas em 1º e 2º lugares na Superliga C.
| Posição           | Equipe                           | Classificação/rebaixamento    |
| ----------------- | -------------------------------- | ----------------------------- |
| Medalha de ouro   | Vôlei Ribeirão                   | Superliga 2018–19 - Série A · |
| Medalha de prata  | Vôlei UM Itapetininga            | Superliga 2018–19 - Série A   |
| Medalha de bronze | Botafogo                         | Superliga 2019 - Série B      |
| 4                 | Associação/Esferatur/Blumenau    | Superliga 2019 - Série B      |
| 5                 | Montecristo/Artesanal            | Superliga 2019 - Série B      |
| 6                 | UPIS/Brasília                    | Superliga 2019 - Série B      |
| 7                 | Super Vôlei Santo André          | Superliga 2019 - Série C      |
| 8                 | Uberlândia/Gabarito/StartQuímica | Superliga 2019 - Série C      |

## Premiações
| Superliga 2018 - Série B           |
| São Paulo                          |
| ---------------------------------- |
| Vôlei Ribeirão Campeão (1º título) |